# أندرو توبياس
أندرو توبياس (بالإنجليزية: Andrew Tobias) هو صحفي وكاتب أمريكي، ولد في 20 أبريل 1947.